# Anderson Daronco

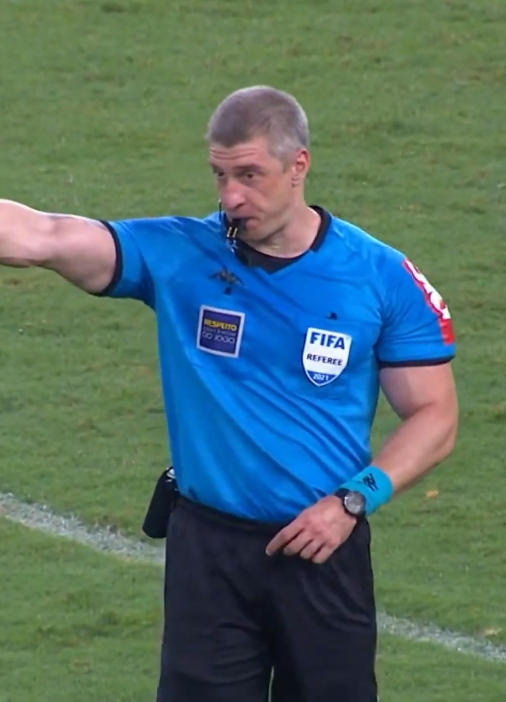
Anderson Daronco (2021)

Anderson Daronco (* 5. Januar 1981 in Santa Maria, Rio Grande do Sul) ist ein brasilianischer Fußballschiedsrichter.
Daronco leitet seit Oktober 2011 Ligaspiele in der brasilianischen Série A und hatte in dieser bislang bereits über 230 Einsätze.
Seit 2015 steht Daronco auf der Liste der FIFA-Schiedsrichter und leitet internationale Fußballpartien. In dem Jahr wurde er als bester Schiedsrichter der Série A mit dem Prêmio Craque do Brasileirão ausgezeichnet. Seit 2015 pfeift er Spiele in der Copa Sudamericana (22 Einsätze), seit 2017 Spiele in der Copa Libertadores (30 Einsätze). Bei der U-20-Südamerikameisterschaft 2017 wurde er bei drei Spielen eingesetzt. Bei der Copa América 2019 in Brasilien leitete Daronco ein Spiel in der Gruppenphase.
Daronco pfiff das Final-Rückspiel der Copa Verde 2018 zwischen Paysandu SC und CA Itapemirim (1:1). Am 15. Dezember 2021 wurde er im Final-Rückspiel der Copa do Brasil 2021 zwischen Athletico Paranaense und Atlético Mineiro (1:2) eingesetzt. Am 20. Februar 2022 leitete Daronco die Supercopa do Brasil 2022 zwischen Atlético Mineiro und Flamengo Rio de Janeiro (2:2, 8:7 i. E.). Im folgenden Jahr wurde er mit dem Final-Hinspiel der Copa do Brasil 2023 zwischen Flamengo Rio de Janeiro und dem FC São Paulo (0:1) betraut.